# Monasterio Gangteng
El monasterio Gangteng (en dzongkha: སྒང་སྟེང་དགོན་པ), también llamado monasterio Gangtey, es un recinto monástico adscrito al budismo Nyingma en el distrito de Wangdue Phodrang (Bután). La historia de la institución se remonta a principios del siglo XVII y a las profecías hechas por el tertön Pema Lingpa a fines del siglo XV. El monasterio es una de las principales sedes de la tradición religiosa basada en las revelaciones de Pema Lingpa y uno de los dos centros principales de la escuela de budismo Nyingma en el país.

## Historia
El monasterio Gangteng fue fundado en 1613 por el primer Peling Gyalsé Rinpoche,  Rigdzin Pema Tinley (1564-1642), nieto de Pema Lingpa (1450-1521). Los antecedentes históricos más antiguos relevantes para este monasterio se remontan al establecimiento de la tradición budista Vajrayana por parte de Padmasambhava. Durante sus visitas al país en los siglos VIII y IX, había escondido muchos tesoros sagrados (llamados terma) para evitar su profanación o destrucción. Estos fueron recuperados en varios períodos a lo largo del tiempo y en el siglo XV Pema Lingpa se embarcó en la búsqueda de tesoros cuando tenía 25 años. Tuvo éxito en localizar muchos tesoros de imágenes y escrituras relacionadas con el budismo, lo que resultó en la fundación de muchos monasterios en todo Bután. El tertön, visitó el valle de Phobjika como santo para bendecir y enseñar los preceptos budistas a la lugareños. Durante esta visita, tras observar las montañas que rodeaban la zona, predijo que uno de sus descendientes construiría un monasterio en el gangteng («cima de la montaña»). Esta predicción fructificó cuando su nieto Gyalse Pema Thinley construyó un monasterio en 1613, y al espolón de la montaña se le dio el nombre de Gangteng Sang Nga Choling (que significa «cumbre para la enseñanza del dharma»).
Inicialmente fue concebido como un lhakhang, un pequeño monasterio de aldea, que luego fue ampliado por su hijo Tenzing Legpai Dhendup (1645-1726), quien lo sucedió como el segundo Trulku (jefe espiritual de la institución). Su construcción se basó en el estilo de la arquitectura de los dzongs.

### Reformas
El monasterio pasó por una importante remodelación organizada por el noveno Trulku, Kunzang Rigzin Pema Namgyal, de ocho años de duración a partir del 2000 bajo un costo de 700 millones de ngultrum. En primer lugar se identificaron los problemas estructurales, particularmente las partes de madera que se deterioraron y afectaron la estructura. La remodelación se planeó de tal manera que no perturbara «el aura y la grandeza originales del monasterio». El Real Gobierno de Bután supervisó el trabajo y proporcionó el apoyo técnico y arquitectónico necesario, incluidas las materias primas. Se procuró preservar las viejas estructuras, tallas y pinturas en la medida de lo posible, mientras que los artesanos locales elaboraron 104 nuevos pilares. Esta tarea también fue apoyada por el cuarto rey de Bután con apoyo técnico y orientación. El monasterio fue pintado con pigmentos minerales especiales duraderos, localmente llamados dotshoen. La estructura del recinto consiste en un gran complejo que consta del monasterio central, rodeado por las viviendas de los monjes, salas de meditación y una casa de huéspedes, además de albergar una escuela.

## Festivales

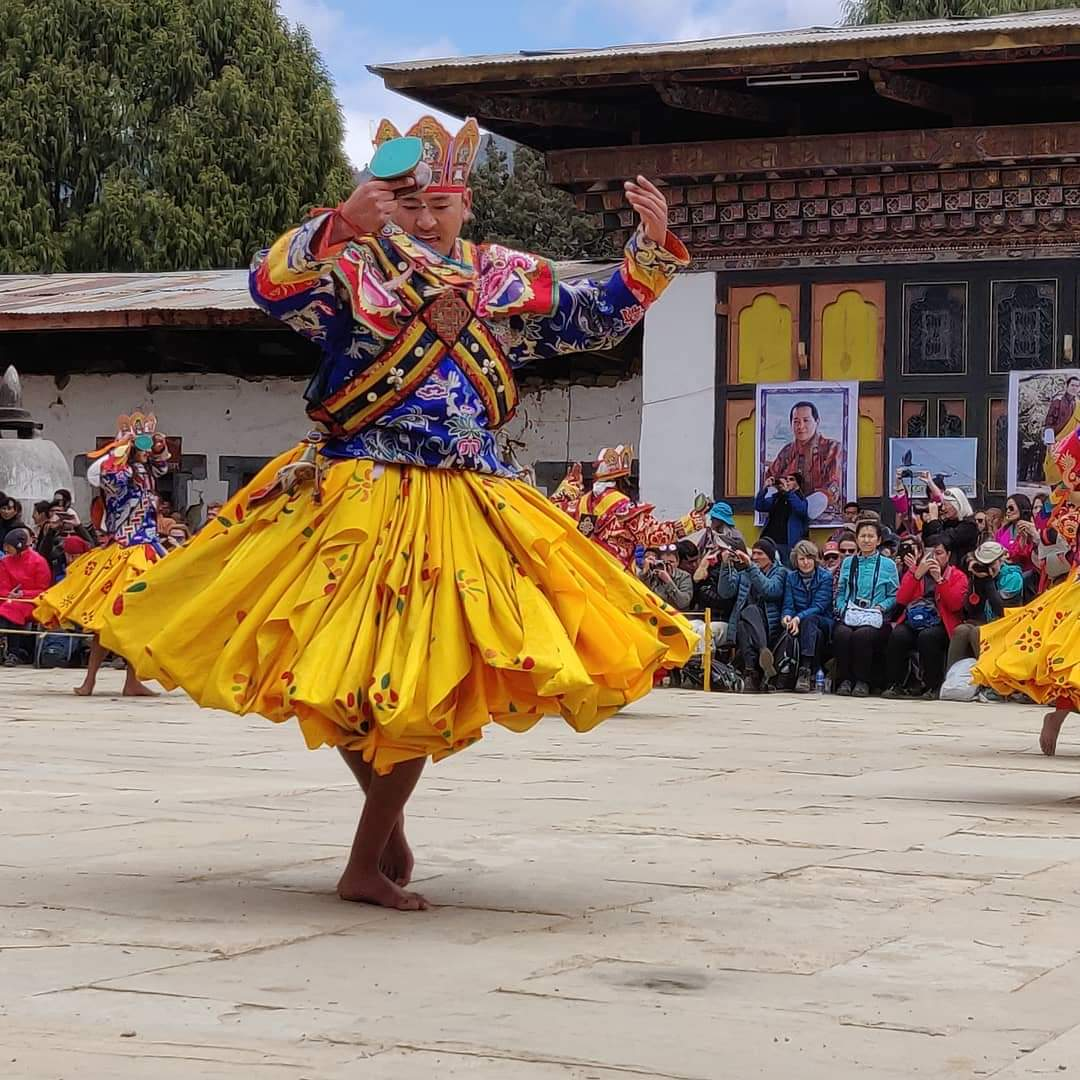
Baile durante el Festival de la Grulla.

El tsechu, festival popular de Bután, se celebra en el monasterio; este evento atrae numerosos visitantes extranjeros. Además, el Festival de la Grulla, que marca la llegada de las grullas de cuello negro de la meseta tibetana durante los meses de invierno, se celebra como una bendición religiosa durante el 12 de noviembre.